# Crkva Blažene Djevice Marije (Strmec)
Crkva Blažene Djevice Marije  je rimokatolička crkva u mjestu Strmec, općini Veliko Trgovišće, zaštićeno kulturno dobro.

## Opis dobra
Jednobrodna građevina kasnobaroknih stilskih karakteristika, crkva Blažene Djevice Marije nalazi se na platou brijega u Strmcu, općina Veliko Trgovišće. Pravokutnog je tlocrta s užim svetištem zaključenim stiješnjenom apsidom, sakristijom smještenom uz bočni zapadni zid svetišta te zvonikom nad portalom. Inventar crkve potječe iz razdoblja od 15. do 19. st. U stijenu svetišta uzidana je nadgrobna ploča Josipa Aleksandra Galjufa, vlasnika imanja i obližnje kurije Vižovlje. Kasnoklasicističke orgulje je sredinom 19. stoljeća sagradio zagrebački majstor P. Pumpp. Na mjestu današnje do 1772. g. stajala je drvena, vrlo trošna kapela.

## Zaštita
Pod oznakom Z-2093 zavedena je kao nepokretno kulturno dobro - pojedinačno, pravnog statusa zaštićena kulturnog dobra, klasificirano kao "sakralna graditeljska baština".